# 히틀러: 악의 탄생
《히틀러: 악의 탄생》(Hitler: The Rise of Evil)은 2003년 5월에 방영된 2부작 텔레비전 드라마이다. 크리스티앙 뒤가이(Christian Duguay)가 감독을 맡았으며 캐나다 CBC와 미국 CBS에서 방송되었다. 제2차 세계 대전을 일으킨 주역이자 유태인의 대학살을 시킨 장본인 아돌프 히틀러의 어린 시절과 제1차 세계 대전 참전, 국가사회주의 독일 노동자당(나치당) 입당과 수상 임명, 파울 폰 힌덴부르크 대통령의 죽음 그리고 그가 독재자가 되기까지의 과정을 담고 있다.
이 드라마의 오프닝 부분과 엔딩 부분에는 영국의 정치인 에드먼드 버크의 명언인 "선의 방관은 악의 승리를 꽃피운다"("The only thing necessary for the triumph of evil is for good men to do nothing")라는 문구가 등장한다.

## 출연진
- 로버트 칼라일: 아돌프 히틀러 역
- 스토커드 채닝: 클라라 히틀러 역
- 제나 멀론: 겔리 라우발 역
- 줄리아나 마걸리스: 헬레네 한프스텡글 역
- 매슈 모딘: 프리츠 게를리히 역
- 리브 슈라이버: 에른스트 한프스텡글 역
- 피터 스토메어: 에른스트 룀 역
- 프리드리히 폰 툰: 에리히 루덴도르프 역
- 피터 오툴: 파울 폰 힌덴부르크 역
- 조 텔포드: 에바 브라운 역
- 테렌스 하비: 구스타프 폰 카르 역
- 저스틴 샐린저: 요제프 괴벨스 역
- 크리스 라킨: 헤르만 괴링 역
- 제임스 밥슨: 루돌프 헤스 역
- 패트리샤 네처: 소피 게를리히 역
- 하비 프리드만: 프리드리히 홀렌더 역
- 니콜 마리슈카: 블란디네 에빙거 역
- 줄리앤 하셋: 앙겔라 히틀러 역
- 토머스 생스터: 10세 때의 아돌프 히틀러 역
- 시몬 설리번: 17세 때의 아돌프 히틀러 역
- 로버트 글레니스터: 안톤 드렉슬러 역
- 이언 호그: 알로이스 히틀러 역

## 같이 보기
- 뮌헨 폭동